# Нововолинськ
Нововоли́нськ — місто у Володимирському районі Волинської області. Розташоване за 18 км від заводу залізничної станції Іваничі на лінії Шептицький — Володимир. До облцентру можна дістатися автошляхомН22, який згодом переходить в Р15. Станом на 2021 рік — найбільше місто району за населенням. Центр Нововолинської міської громади.
Видобуток вугілля. Заводи: залізобетонних виробів, з ремонту гірничого обладнання, цегельний; деревообробний комбінат. Статус міста з 1957 року. Населення 49772 мешканці (2022) — 93,8% українці, населення громади 58 809  мешканців.

## Географія
Нововолинськ розташований на південному заході Волинської області, яка розташована на північному заході України. Площа міста становить близько 17 км². Воно розташоване на відстані близько 15 км від кордону з Польщею і приблизно за 92 км від кордону з Білоруссю.
Місто Нововолинськ має досить вигідне розташування. До національної автомагістралі Н22 Устилуг-Луцьк-Рівне всього 18 км, а до міжнародної автомагістралі E373 (збігається із М07) Варшава-Люблін-Ковель-Сарни-Коростень-Київ — 76 км.

## Історія
Місто виникло на землях сіл Дорогиничі, Низкиничі, Будятичі, Русовичі та Бискупичі Малі (Перетоки до 1570 року, тепер вул. Панасівська) Володимирського району. Перша згадка про ці села, зокрема про Низкиничі, належить до першої половини XV століття: Литовський князь Свидригайло подарував їх своєму маршалкові О. Киселю.
У 1570—1583 рр. Низкиничі, де налічувалося 8 димів, були власністю О. Киселя. У 1570 році згадується про село Будятичі, яке мало 4 дими і належало аж чотирьом поміщикам, і село Русовичі — власність володимирського єпископа. В 1583 році згадується село Дорогиничі, яким володів поміщик А. Романоький. У Низкиничах Киселі побудували дерев'яний замок, сліди якого збереглися й досі. В першій половині XVII століття на старому замковищі Адам Кисіль спорудив цегляну церкву і дерев'яний монастир.
По вул. Панасівській є церква XVIII ст. перевезена з с. Крилова (Польща) в 1911—1912 роках.
Ще у 1912 році геолог Михайло Тетяєв висловив думку про наявність запасів кам'яного вугілля на землях західної України в районі Волинсько-Подільської височини. І лише у 1938 році Сілезьким промисловим концерном «Вспульнота інтересув Гурничо—гутничих» був відкритий у Львові буровий відділ геологічного управління під керівництвом Я. Самсоновича.

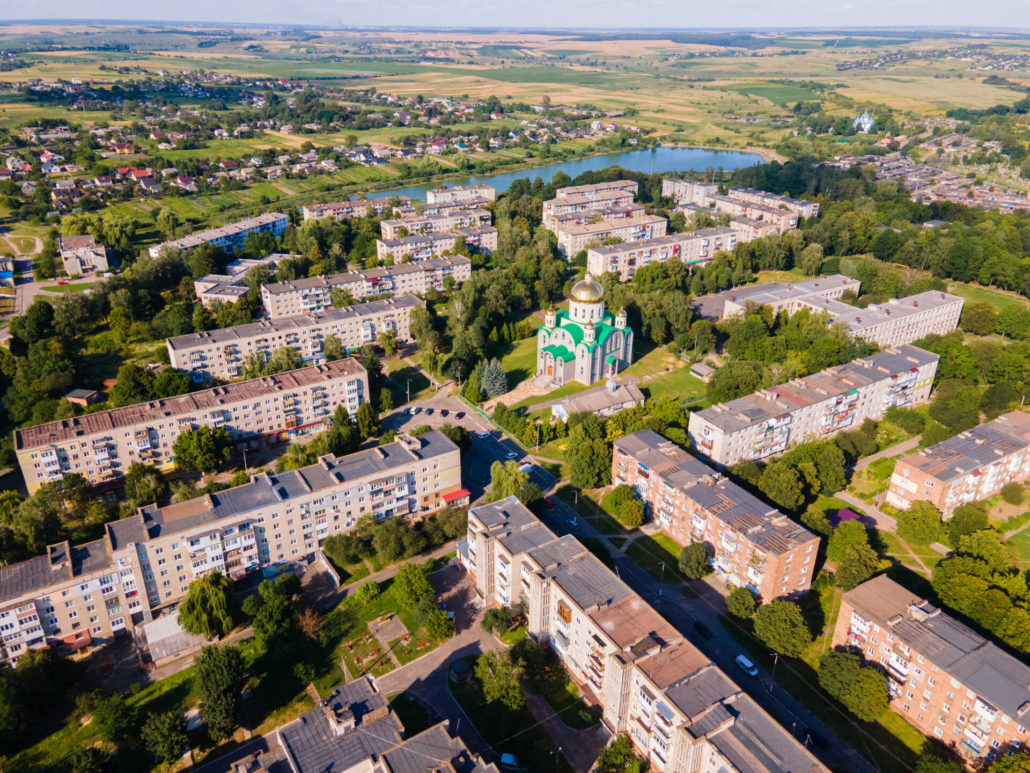
Панорама одного з районів міста, 2020 р.

У 1940 році, вже в УРСР, був організований трест «Львіввуглерозвідка». Наприкінці 1948 року уже «Волиньвуглерозвідка» продовжила пошукові роботи. У липні 1950 року на околиці села Дорогиничі було закладено першу шахту потужністю 1000 тонн вугілля на добу, а вже 23 червня 1954 року перші тонни видали на-гора гірники шахти № 1.
У 1953 році було запроєктоване селище Жовтневе, що увійшло до складу міста. Його побудовано на території шахти № 6, яка здана в експлуатацію в грудні 1956 року, та шахти № 7, зданої в листопаді 1957 року.
Указом Президії Верховної Ради України від 10 квітня 1951 року селище шахтарів отримало назву Нововолинськ та було підпорядковано Іваничівському району. Утворилась Нововолинська селищна рада. Першим головою виконкому був обраний Г. О. Соколов. У квітні 1957 року робітниче селище стало містом районного підпорядкування. 25 вересня 1958 року його віднесено до міст обласного підпорядкування.
Перший уродженець міста Нововолинська — Садовський Анатолій Архипович (народився 25 травня 1951 року). Як і батько, він став шахтарем.

## Підприємства
На даний час з 11 шахт працюють шахти № 9 та Бужанська. В стані будівництва шахта № 10 (єдина в Україні, яка будується вже протягом близько 30 років).
ТОВ «Механічно-ливарний завод» виготовляє литво, деталі та модельне оснащення, а також запчастини для кар'єрної, кранової та сільськогосподарської техніки.
ТОВ «Завод Промлит» — спеціалізується на виготовленні дрібносерійних і середньосерійних партій відливок з сірих, низьколегованих та високолегованих чавунів. Продукція виготовляється для машинобудівних, металургійних, добувних, транспортних та переробних підприємств. Виробнича потужність — 3000 тонн відливок на рік.

## Пам'ятки історії та мистецтва
На утриманні Виконкому Нововолинської м/р.
| № п/п | Охоронний номер | Місцезнаходження пам'ятника, адреса | Найменування пам'ятника                      | Датування | Автор                          | Дата спорудження |
| ----- | --------------- | ----------------------------------- | -------------------------------------------- | --------- | ------------------------------ | ---------------- |
| 1.    | 621             | бульвар Шевченка                    | Пам'ятник на честь радянських прикордонників | 1941      | Якунін І. В., Каневський М. І. | 1982             |
| 2.    |                 | майдан Незалежності                 | Пам'ятник Т. Г. Шевченку                     |           | Посікіра М., Аремчук Л.        | 1995             |
| 3.    |                 | вул. Святого Володимира             | Пам'ятник ліквідаторам аварії на ЧАЕС        |           |                                |                  |
| 4.    |                 | вул. Винниченка                     | Борцям за волю України                       |           |                                |                  |

## Освіта

### Коледжі та ліцеї
- Нововолинський центр професійно-технічної освіти[7] — (НЦПТО) (с. Будятичі; вул. Франка, 14)
- Нововолинський електро-механічний коледж — (НЕМК) (Шахтарська вул., 16)
- Нововолинський ліцей-інтернат Волинської обласної ради — (вул. Пирогова, 1)

### Школи Нововолинська
- Нововолинський ліцей  № 1 (просп. Перемоги, 6)[8]
- Нововолинський ліцей № 2 (вул. Левка Лук'яненка, 5)[9]
- Нововолинський ліцей № 3 (вул. Грушевського, 19)[10]
- Нововолинський ліцей № 4 (бульвар Шевченка, 12)[11]
- Нововолинський ліцей  № 5 (15-й мкр., 35)[12]
- Нововолинський ліцей № 6 (6-й мкр., 1)[13]
- Нововолинський ліцей  № 7 (вул. Кауркова, 43)[14]
- загальноосвітня школа № 8 (Благодатне, вул. Лесі Українки, 2)
- спеціальна загальноосвітня школа № 9 (вул. Нововолинська, 17)[15]
- Нововолинський ліцей №8 (вул. Кауркова, 4А)[16]

## Населення
Населення — 49 772 мешканців (2022). Населення — громади 58 809 мешканців.

### Національний склад
Розподіл населення за національністю за даними перепису 2001 року:
| Національність  | Відсоток |
| --------------- | -------- |
| українці        | 93.75%   |
| росіяни         | 4.99%    |
| білоруси        | 0.69%    |
| поляки          | 0.14%    |
| інші/не вказали | 0.43%    |

### Мова
Розподіл населення за рідною мовою за даними перепису 2001 року:
| Мова            | Кількість | Відсоток |
| --------------- | --------- | -------- |
| українська      | 50748     | 94.50%   |
| російська       | 2735      | 5.09%    |
| білоруська      | 127       | 0.24%    |
| вірменська      | 17        | 0.03%    |
| румунська       | 12        | 0.02%    |
| інші/не вказали | 64        | 0.12%    |
| Усього          | 53703     | 100%     |

## Культура
Музичний гурт «Цвях», учасник музичного фестивалю «Червона рута-2017» у Маріуполі.
Хор Нововолинської ДМШ «Діти-Світла», переможці всеукраїнського конкурсу «Калинове Гроно» у Болгарії за зайняте 1-ше місце і отриманя «Гран-Прі».

### Релігія
- Адвентисти сьомого дня
- УПЦ (МП)
  - Пантелеймонівська церква
  - Свято–Вознесенський храм
  - Успенська церква(Низкиницький монастир)
- Православна церква України
  - Храм Воздвиження Чесного і Животворчого Хреста
  - Свято-Покровська церква
  - Свято-Михайлівський храм
  - Церква Кирила і Мефодія
  - Свято-Духівський собор
- УГКЦ
  - Церква Петра і Павла
- Римо-католицька церква в Україні
- Баптисти
- Євангелісти
- Свідки Єгови

22 грудня 2018 року громада УПЦ МП церкви Симеона Стовпника (с. Панасівка) без настоятеля перейшла до ПЦУ.

## Медичні заклади
- Нововолинська центральна міська лікарня (проспект Перемоги, 7)
- Нововолинська стоматологічна поліклініка (мкр. Шахтарський, 40)
- Санітарно-епідеміологічна станція (вул. Гагаріна, 10)
- Пологовий будинок (проспект Перемоги, 15
- Приватна клініка Бодро [Архівовано 9 липня 2021 у Wayback Machine.]

## Поділ міста
- Шахтарський мікрорайон
- 15-й мікрорайон
- 5-й мікрорайон
- 6-й мікрорайон

## Транспорт міста
У Нововолинську діє лише система маршрутних перевезень (міських та приміських):
- Маршрутне таксі № 1 (6-й мкр. — Шахтарський мкр.)
- Маршрутне таксі № 4, 4А (Нововолинськ — р. Західний Буг)
- Маршрутне таксі № 546 (5-й мкр. — Гряди)
- Маршрутне таксі № 8 (6-й мкр. — Шахта№ 1)
- Маршрутне таксі № 9 (Нововолинськ — с. Млинище)
- Маршрутне таксі № 109 (Гряди — Шахта Бужанська)
- Маршрутне таксі № 14 (6-й мкр. — Шахта № 9)
- Маршрутне таксі № 2/6 (6-й мкр. — р-н шахти № 3, Шахтарський мкр.)
- Маршрутне таксі № 240 (Нововолинськ— Кречів)
- Маршрутне таксі № 267 (Нововолинськ–Іваничі)
- Маршрутне таксі № 271 (Нововолинськ–Заставне)
- Маршрутне таксі 284 (Нововолинськ–Благодатне)
- Маршрутне таксі № 165(568)(Нововолинськ– Поромів)
- Маршрутне таксі № 603 (Нововолинськ — с. Млинище)

Спеціальні маршрутні автобуси:
- № 105 (Нововолинськ — шахта Бужанська)

Інше:
- Нововолинське державне підприємство (ДП) Волиньвантажтранс — залізничні вантажоперевезення (Нововолинськ — смт. Іваничі)
- Аеродром Заболотці — аеродром сільгоспавіації з асфальтним покриттям? наразі не використовується за прямим призначенням[20] довжиною 400 м за 13 кілометрів від Нововолинська

## Відомі люди
•  Ольга Березан - почесний громадянин Нововолинської громади, постійний член журі IV етапу Всеукраїнської олімпіади з хімії, автор посібників та підручників з хімії, вчитель хімії в Нововолинському Науковому ліцеї (30 років), 
- Сергій Байдовський — активіст Євромайдану. Убитий снайпером 20 лютого 2014 на вулиці Інститутській у Києві. За суспільним визнанням є в числі «Небесної сотні».
- Ніна Березюк-Волошина — зв'язкова Ніла Хасевича, багатолітній в'язень радянських таборів, дружина Генерального Секретаря Внутрішніх Справ УГВР — Ростислава Березюка-Волошина, українського військовика,
- Роман Бірюков (1991—2014) — український військовик, солдат 51-ї окремої механізованої бригади (Володимир-Волинський). Загинув у бою під Іловайськом;
- Віталій Волочай — кіберспортивний та спортивний коментатор;
- Іван Ганя (1965—2014) — український військовик, молодший сержант МВС України, загинув у бою під Іловайськом;
- Володимир Гащин — колишній український футболіст, півзахисник;
- Владислава Глєба — акторка театру та кіно.
- Ніна Івашова — український кінознавчиня;
- Олександр Каліщук — український поет, композитор, диригент. Заслужений працівник культури України, почесний громадянин міста Нововолинська;
- Василь Касьян (1985—2015) — український військовик, учасник російсько-української війни, доброволець;
- Олександр Калитюк — білоруський громадський діяч;
- Богдан Корнелюк (1994—2017) — український військовик, старший солдат Збройних сил України, учасник російсько-української війни. Загинув у ніч на 12 січня 2017 року від кульового поранення під час обстрілу поблизу КПВВ «Станиця Луганська»;
- Юлія Луцик — українська ко-пілотка ралі;
- Петро Мороз (1985—2016) — український військовик, солдат Збройних сил України, учасник російсько-української війни;
- Вадим Панас — український футболіст;
- Нелі Пасічник — український режисер, сценарист;
- Сергій Політило  — український футболіст, півзахисник ФК «Дніпро» Дніпропетровськ, який виступає на правах оренди за ФК «Волинь» (Луцьк);
- Павло Попов (1991—2014) — український військовик, солдат 51-ї окремої механізованої бригади (Володимир-Волинський). Загинув у бою під Волновахою;
- Володимир Пушкарук (1972—2014) — український військовик, учасник війни на сході України, старшина резерву, батальйон «Донбас», загинув під Іловайськом. Лицар Ордена «За мужність» III ступеня, Почесний громадянин Нововолинська;
- Олег Пушкарук (1969—2018) — український військовик, учасник війни на сході України, головний сержант 9-ї роти 3-ї батальйонно-тактичної групи 14-ї окремої механізовананої бригади Збройних сил України. Лицар Ордена «За мужність» III ступеня, Почесний громадянин Нововолинська;
- Дмитро Семченко — український футболіст;
- Олександр Смирнов (1992—2016) — український військовик, молодший сержант Збройних сил України, учасник російсько-української війни[21];
- Юзеф Третяк — польський літературознавець та історик;
- Юлія Ткачук — PhD з порівняльного літературознавства (Університету Урбана-Шампейн США). Викладає американську літературу в Національному університеті «Києво-Могилянська Академія», працює у програмі «DOBRE»;
- Артем Федецький — футболіст збірної України з футболу та правий захисник ФК «Дніпро»;
- Тарас Чабан (1984-2022) — український військовик, учасник російсько-української війни. Загинув 26 вересня 2022 року під час бою у населеному пункті Гряниківка Дворічанської селищної громади Куп'янського району Харківської області.